# Мюллер, Кайла
Кайла Джин Мюллер (англ. Kayla Jean Mueller; 14 августа 1988 — 6 февраля 2015) — американская правозащитница и гуманитарная работница из Прескотта, Аризона, США. Она была взята в плен в августе 2013 года в Алеппо после того, как покинула госпиталь «Врачей без границ». СМИ уже давно сообщали, что 26-летняя американская гуманитарная сотрудница была похищена Исламским государством (ИГ), не назвав её имени, по просьбе её семьи. В 2015 году она была убита при невыясненных обстоятельствах, после того как её похитили и несколько раз изнасиловали.

## Ранняя жизнь, активизм и гуманитарная помощь
Родилась в Прескотте, Аризона. После окончания средней школы в 2007 году она поступила в Университет Северной Аризоны во Флагстаффе.
Мюллер была набожной христианкой. Будучи студенткой колледжа, она активно участвовала в экуменическом христианском служении кампуса.
Она поддержала целый ряд инициатив в области гуманитарной помощи и прав человека. Ее участие в правозащитной деятельности и гуманитарной помощи включало работу в Индии с тибетскими беженцами. Ее работа на Ближнем Востоке включала волонтерство для активистской группы «Международное движение солидарности» и помощь беженцам.

## Похищение
Кайла начала работать в Турции в декабре 2012 года, где она оказывала помощь сирийским беженцам. 3 августа 2013 года она отправилась в северный сирийский город Алеппо вместе с сирийским жителем, нанятым для установки некоторого коммуникационного оборудования в госпитале Врачи без границ.
Хотя Кайла работала в Международном агентстве помощи «Поддержка жизни в Турции», эта поездка не была связана с ее работой. Сотрудники «Врачей без границ» были напуганы приездом Мюллер, опасаясь за ее безопасность, поскольку Сирия была опасна для международных гуманитарных работников и находилась в разгаре гражданской войны. На следующий день сотрудники «Врачей без границ» попытались отвезти Мюллер на автобусную станцию, чтобы она могла вернуться в Турцию.
Однако машина попала в засаду, и Кайла была похищена боевиками ИГ.

## Плен
Власти США и семья Мюллер несколько раз пытались спасти Кайлу. В июле 2014 года Силы специальных операций США совершили налет на заброшенный нефтеперерабатывающий завод близ Ракки в безуспешной попытке найти репортера Джеймса Фоли (которого позже ИГ казнило) и других заложников. Спецназовцы нашли доказательства того, что заложники недавно содержались там, обнаружив надписи на стенах камер и волосы, предположительно принадлежащие Кайле, но нефтеперерабатывающий завод был пуст.
Летом 2014 года, когда другие варианты были исчерпаны, родители Мюллер попросили президента США Барака Обаму рассмотреть возможность обмена Мюллер на Аафию Сиддики, осужденную террористку, отбывающую наказание в федеральной тюрьме; освобождение Сиддики было требованием ИГ и Аль-Каиды. Обмен не состоялся; администрация Обамы отклонила требования боевиков об обмене Сиддики.
В августе 2015 года газета The New York Times сообщила, что Мюллер была насильно выдана замуж за Абу Бакра аль-Багдади, «халифа» ИГ.

## Смерть
6 февраля 2015 года СМИ, связанные с ИГ, опубликовали заявление, в котором утверждалось, что американская заложница, удерживаемая группировкой, была убита одним из иорданских авиаударов в Ракке. Это заявление было сделано всего через несколько дней после опубликования видеозаписи, на которой запечатлено сожжение заживо иорданского летчика-истребителя Муаза аль-Касасибы. Позднее это заявление было переведено SITE Intelligence Group, которая идентифицировала заложника как Кайлу Мюллер. Другие источники утверждали, что Мюллер погибла в результате американского авиаудара.
10 февраля 2015 года семья Мюллер объявила, что ИГ подтвердило им ее смерть в электронном письме с тремя фотографиями ее мертвого тела, ушибленного на лице и одетой в чёрный хиджаб. Пресс-секретарь Совета национальной безопасности США Бернадетт Миган заявила, что это сообщение было аутентифицировано разведывательным сообществом. Президент США Барак Обама выразил свои соболезнования семье Мюллер.

## Реакции

### Семья
Родители Мюллер, как сообщается, умоляли ИГ связаться с ними, так как они надеялись, что их дочь все еще жива. «Мы отправили вам личное сообщение и просим вас ответить нам в частном порядке», — сказали Карл и Марша Мюллер в своем заявлении. Они сказали, что не разговаривали со СМИ, так как ИГ предупредило их об этом. Позже, в интервью The Today Show, Карл Мюллер выразил свое разочарование администрацией Обамы тем, как она вела переговоры с похитителями их дочери, и их политикой не платить деньги выкупа за заложников, даже несмотря на то, что граждане США, проживающие за рубежом, обязаны платить налоги США. «Мы понимаем политику не платить выкуп, но, с другой стороны, любые родители поймут, что вы хотите сделать все, чтобы привести вашего ребенка домой», — сказал Мюллер. «И мы попробовали, и мы спросили. Но они ставят политику перед жизнью американских граждан. И он не изменился.» 6 февраля 2020 года родители Кайлы Мюллер были публично признаны президентом Дональдом Трампом во время Послания о положении в стране в 2020 году.

### Церковь
Кайла Мюллер была членом экуменического христианского служения в кампусе United Christian Ministries, которое имело связи с пресвитерианской церковью. Конфессия заявила: «Каждый из нас призван по-своему сделать мир лучше и проявить любовь Христа окружающим. Кайла сделала это очень глубоким и ощутимым образом, и я надеюсь, что она вдохновит других на облегчение страданий в мире и в их собственных сообществах.»
Харе Кришна Food For Life, для которой Мюллер была активным волонтером, заявил: «Наши молитвы обращены к ее семье и друзьям, замечательной душе, которая действительно меняла жизнь многих людей. Конечно, она перешла к лучшей жизни в духовной сфере.»

### Правительство
Американский чиновник предупредил, что без доказательств смерти Мюллер заявление ИГ может стать уловкой, чтобы заставить иорданцев и остальную часть возглавляемой Америкой коалиции воздерживаться от любых более тяжелых авиаударов.
Министр иностранных дел Иордании Насер Джудэ назвал заявление ИГ «старым и больным трюком» в Твиттере. «Итак, они обезглавляют невинных заложников #US #UK & Japan и СЖИГАЮТ отважного пилота #Jordan ЗАЖИВО, и теперь заложник убит авиаударом? Конечно! Больной!» — сказал он. Он далее написал в Твиттере: «Старый и больной трюк, используемый террористами и деспотами на протяжении десятилетий: утверждение о том, что заложники, удерживаемые в плену, погибают в результате воздушных налетов». Позже, после подтверждения смерти Мюллера, он написал в Твиттере: «Обелен и возмущен, услышав новости, подтверждающие убийство заложника США #kaylaMueller. Еще один уродливый пример жестокости этих террористов».
После того, как многие западные новостные агентства поставили под сомнение заявление о смерти заложника и способность экстремистов идентифицировать иорданские и американские F-16, летающие на больших высотах, Иордания отклонила заявление об убитом заложнике как ложь.
После того, как семья Мюллер подтвердила ее смерть, президент Барак Обама сказал: «[Мюллер] представляет то, что лучше всего в Америке, и выразила свою глубокую гордость за свободы, которыми мы, американцы, наслаждаемся, и к которым стремятся многие другие во всем мире». Государственный секретарь США Джон Керри выступил с заявлением, в котором говорится: «ИГ и только ИГ является причиной, по которой Кайла ушла».
Пентагон отказался расследовать, была ли Мюллер убита авиаударом коалиции. Политика диктует, что США расследуют сообщения о жертвах среди гражданского населения только тогда, когда они поступают из «надежного источника», которым ИГ, по мнению США, не является.

### Признание
В октябре 2015 года Мюллер стала первым человеком, который был посмертно введен в Зал славы колледжа социальных и поведенческих наук Университета Северной Аризоны. Она была признана выдающейся выпускной за свою работу по оказанию гуманитарной помощи.
Согласно нескольким источникам, военная операция, в результате которой погиб лидер ИГ Абу Бакр аль-Багдади 27 октября 2019 года, получила кодовое название в честь Кайлы Мюллер.
4 февраля 2020 года во время Послания о положении в стране 2020 года президент Дональд Трамп лично признал Мюллер в рамках своего обсуждения борьбы с ИГ и военными операциями, направленными на уничтожение видных членов его администрации, непосредственно ссылаясь на рейд на Баришу, в ходе которого был убит лидер ИГ Абу Бакр аль-Багдади. Во время этого признания он также напрямую сослался на родителей Мюллер, Карла и Маршу Мюллер, которые присутствовали на обращении. Были упомянуты несколько аспектов жизни Мюллер, в том числе ее карьера в колледже, ее преданность гуманитарной помощи и личной вере, а также ее захват, пытки и возможная смерть от рук боевиков ИГ.
Карл и Марша Мюллер выступили на Республиканском национальном съезде 2020 года, где они описали испытания своей дочери и высоко оценили координацию администрацией Трампа рейда, который привел к гибели аль-Багдади.